# Bomarea linifolia
Bomarea linifolia är en alströmeriaväxtart som först beskrevs av Carl Sigismund Kunth, och fick sitt nu gällande namn av John Gilbert Baker. Bomarea linifolia ingår i släktet Bomarea och familjen alströmeriaväxter. Inga underarter finns listade i Catalogue of Life.